# Robert Cooke
Robert Cooke (n. circa 1535 - f. 1592-3) fue un oficial de armas inglés durante el reinado de Isabel I, que ascendió rápidamente a través de las filas del College of Arms a Clarenceux King of Arms, sirviendo ese cargo desde 1567 hasta su muerte en 1592-3. 
Cooke sirvió como conde mariscal adjunto en el funeral de Sir Philip Sidney en 1587, pero más tarde fue acusado por algunos compañeros heraldos de concesión armas a hombres indignos para beneficio personal. 

## Vida y trabajo

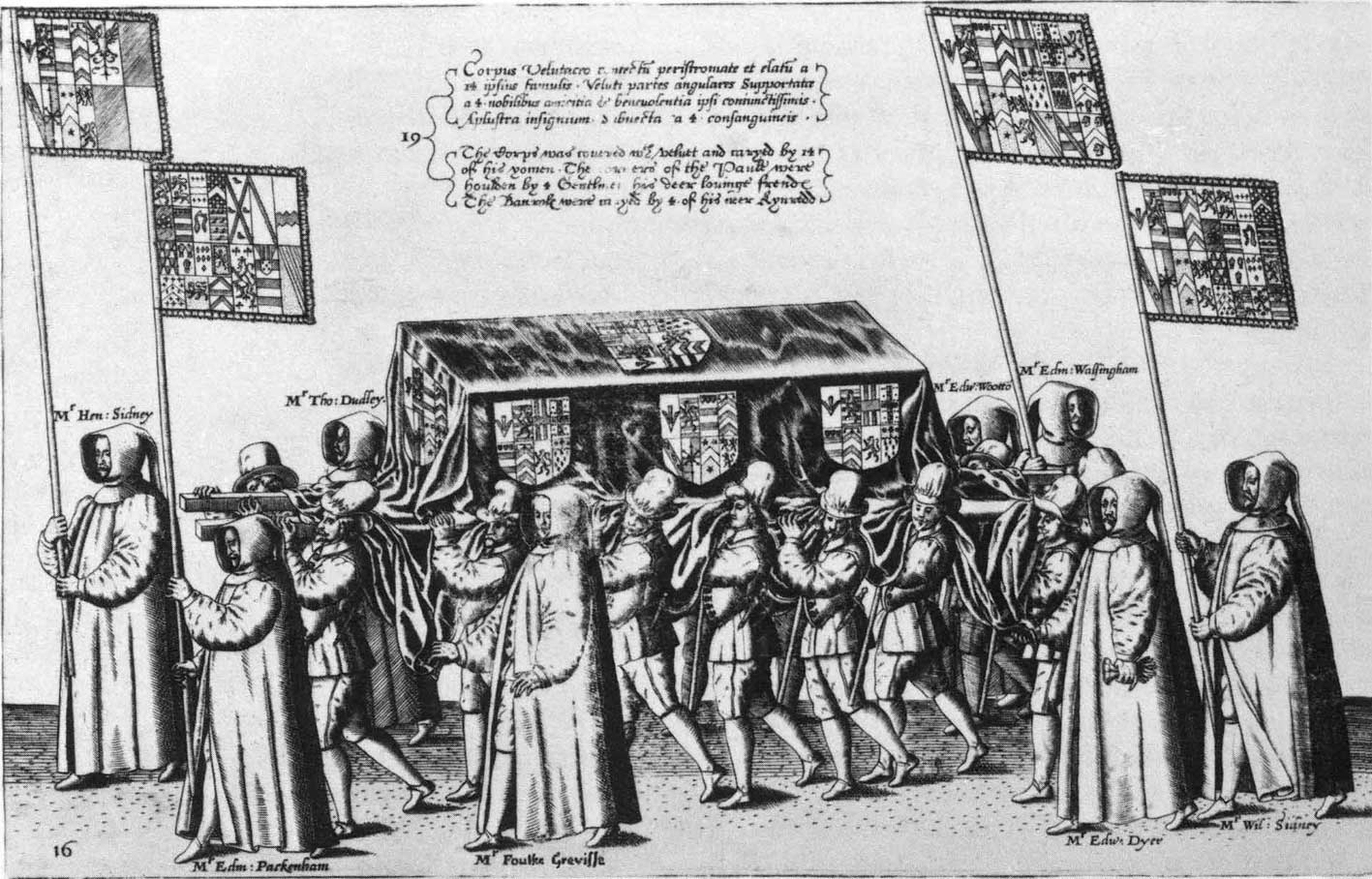
El cortejo fúnebre de Sir Philip Sidney, bajo Robert Cooke, King of Arms, en 1587.

Educado en la Kirkham Grammar School. Proveniente de una familia recusante, Cooke se crio en la casa de Sir Edmund Brudenell, un ardiente genealogista. Ingresó a St. John's College, Cambridge, donde se graduó en 1558. Fue nombrado Rose Blanche Pursuivant Extraordinary, el 25 de enero de 1561–2 y sucedió a William Flower como Chester Herald of Arms cuatro días después. Ambos eventos se registraron en el diario de Henry Machyn, quien identificó dos veces a Cooke como el sirviente de Lord Robert Dudley. Cooke fue ascendido a Clarenceux King of Arms el 21 de mayo de 1567. Cooke se desempeñó como Acting Garter King of Arms, después de la muerte de Sir Gilbert Dethick el 3 de octubre de 1584, hasta el nombramiento permanente del hijo de Sir Gilbert, William Dethick, el 21 de abril de 1586. Como Acting Garter, Cooke y Robert Glover, Somerset Herald, acompañaron al conde de Derby a Francia para investir al rey Henri III con la jarretera en 1584.
Como Clarenceux, Cooke fue responsable de organizar los funerales de todos los caballeros residentes al sur del río Trent. En esta función, supervisó el "magnífico" funeral de estado en la Catedral de San Pablo de Sir Philip Sidney, quien murió en Flandes el 17 de octubre de 1586. Los dibujos detallados de la procesión fúnebre del 16 de febrero de 1587, con sus cientos de dolientes, se publicaron como The Procession at the Obsequies of Sir Philip Sydney, Knight, drawn and invented by Thomas Lant, Gentleman, servant to the said honourable Knight, and engraven on copper by Derick Theodore de Brijon, in the City of London. 1587.
Cooke había buscado su nombramiento como Garter (con el apoyo de Dudley, para entonces el poderoso conde de Leicester), y William Dethick, quien aseguró su designación, luego acusó Cooke de invadir los privilegios tradicionales de Garter King of Arms. En 1595, después de la muerte de Cooke, William Segar, Norroy King of Arms, se puso del lado de Dethick, criticando a Cooke por su incapacidad para escribir con claridad y por hacer muchas concesiones de armas a "personas viles e indignas para su gobierno privado." Ralph Brooke y York Herald, se quejaron en 1614 de que Cooke había otorgado más de 500 nuevos escudos de armas durante su mandato.

### Visitaciones
En 1530, Enrique VIII emitió una instrucción que regía la conducta de las visitaciones heráldicas, en la cual Clarenceux y Norroy Kings of Arms (o sus oficiales) debían recorrer sus áreas de autoridad, registrando escudos de armas y pedigríes de armeros, con poderes para forzosamente evitar el uso de armas no autorizadas.
Como Chester Herald y adjunto de William Harvey, quien lo precedió como Clarenceux, Cooke realizó visitas a Worcestershire en 1560, Devonshire en 1562, Lincolnshire en 1562 y 1564, y Leicestershire y Warwickshire en 1563.
Como Clarenceux, Cooke realizó visitas a Londres en 1568 y nuevamente en 1593; Worcestershire en 1569; Herefordshire en 1569 y 1584; Worcester en 1569; Shropshire en 1569 y 1584; Essex en 1570 y 1583; Surrey, Hertfordshire y Middlesex en 1572; Devonshire en 1572; Somerset en 1573 y 1591; Cornualles en 1573; Kent en 1574 y 1589; Dorsetshire en 1574; Hampshire y Cambridgeshire en 1575; Suffolk en 1577; Buckinghamshire en 1580; Bedfordshire en 1582 y 1586; Gloucester en 1583; Berkshire en 1584; y Norfolk en 1589. Robert Glover, Somerset Herald, Richard Leigh (entonces Portcullis Pursuivant), y Ralph Brooke (entonces Rouge Croix Pursuivant), actuaron como oficiales de Cooke en varias visitas.

### Otros manuscritos
Los invaluables escritos de Cooke en manuscrito incluyen An English Baronage, Heraldic Rudiments, An Ordinary of Arms y A Treatise on the Granting of Arms. En una copia de An English Baronage, el anticuario Sir Simonds d'Ewes escribió un título que concluye "en el que hay un mundo de errores, ergo caveat lector".